# Hrvatski rukometni kup za muškarce 2000./01.
Hrvatski rukometni kup za muškarce za sezonu 2000./01. je osvojio Metković Jambo.

## Rezultati

### Osmina završnice
| klub1                        | rez.         | klub2                         |
| ---------------------------- | ------------ | ----------------------------- |
| Karlovac                     | 27:30, 26:28 | Medveščak - Osiguranje Zagreb |
| Đakovo                       | 35:13, 27:20 | Požega                        |
| Metković Jambo               | 32:21, 41:21 | Solin Transportcommerce       |
| Varteks Di Caprio (Varaždin) | 32:25, 24:22 | Osijek 2000                   |
| Bjelovar                     | 38:27, 22:26 | PIPO IPC Čakovec              |
| Trogir Alpro ATT             | 16:41, 21:31 | Badel 1862 Zagreb             |
| Plomin Linija Rudar Labin    | 17:27, 18:21 | Brodomerkur Split             |
| Zamet Crotek Rijeka          | 37:23, 19:24 | Moslavina (Kutina)            |

### Četvrtzavršnica
| klub1                        | rez.         | klub2                         |
| ---------------------------- | ------------ | ----------------------------- |
| Varteks Di Caprio (Varaždin) | 30:26, 22:23 | Bjelovar                      |
| Metković Jambo               | 31:27, 29:26 | Brodomerkur Split             |
| Zamet Crotek Rijeka          | 24:24, 31:25 | Medveščak - Osiguranje Zagreb |
| Badel 1862 Zagreb            | 40:18, 37:18 | Đakovo                        |

### Završni turnir
Igrano 5. i 6. svibnja 2001. u Zagrebu.
| klub1                        | rez.          | klub2               |
| poluzavršnica                | poluzavršnica | poluzavršnica       |
| ---------------------------- | ------------- | ------------------- |
| Varteks Di Caprio (Varaždin) | 22:28         | Zamet Crotek Rijeka |
| Badel 1862 Zagreb            | 25:26         | Metković Jambo      |
|                              |               |                     |
| za pobjednika                |               |                     |
| Metković Jambo               | 28:22         | Zamet Crotek Rijeka |

## Poveznice
- 1.A HRL 2000./01.
- 1.B HRL 2000./01.
- 2. HRL 2000./01.